# イラク人の一覧
イラク人の一覧（イラクじんのいちらん）
この一覧は、イラク出身の有名人についての人名記事を名の50音順に配列したものである。ここでは、イラクという国家がおおよそ現在の枠組みに定まった20世紀のイラク王国期以降の人物に限定する。 
- アブドゥルアズィーズ・ハキーム
- アフマド・チャラビー
- イッザト・イブラーヒーム
- イッズッディーン・サリーム
- イヤード・アッラーウィー
- ウダイ・サッダーム・フセイン
- ガーズィー・ヤーワル
- クサイ・サッダーム・フセイン
- サージダ・ハイラッラー
- サッダーム・フセイン
- ザハ・ハディッド
- サブアーウィー・イブラーヒーム・ハサン
- サミーラ・アッ＝シャフバンダル
- ターハー・ヤースィーン・ラマダーン
- ターリク・ミハイル・アズィーズ
- バルザーン・イブラーヒーム・ハサン
- ムハンマド・バーキル・ハキーム
- ワトバーン・イブラーヒーム・ハサン